# GMC
GMC, precedentemente nota come GMC Truck, è un marchio utilizzato sui camion, furgoni, fuoristrada messi in vendita nel Nord America e in Medio Oriente dalla General Motors.
Nel gennaio 2007, la GMC è stata la seconda divisione della GM per vendite di veicoli leggeri, dopo Chevrolet e prima di Pontiac e anche per veicoli militari pesanti.

## Storia
Nel 1901, Max Grabowski costituisce un'impresa denominata "Rapid Motor Vehicle Company", che ha sviluppato alcuni dei primi autocarri commerciali mai progettati. L'autocarro utilizza un motore con un solo cilindro. Nel 1909, l'impresa viene acquistata dalla General Motors e andrà a formare (unita con la Reliance Motor Car) la base della "General Motors Truck Company", da cui deriva la contrazione in "GMC Truck" (introdotto nel 1912) e restato fino al 1996.

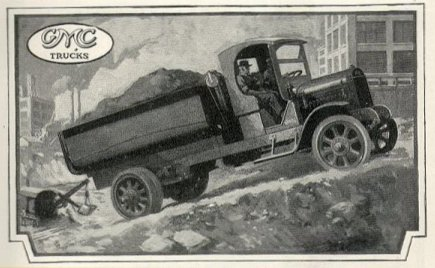
Locandina pubblicitaria del 1919

Sin dai primi anni di attività vennero pubblicizzati i record di traversata degli Stati Uniti d'America: nel 1916 un autocarro GMC viaggiò da Seattle a New York in 30 giorni e 10 anni dopo, nel 1926, un veicolo leggero compì il viaggio da New York a San Francisco in 5 giorni e trenta minuti.
Durante la seconda guerra mondiale tutti gli sforzi si concentrarono sul settore militare, con la produzione di circa 600.000 veicoli per le forze armate statunitensi.
Per oltre 50 anni a far data dal 1925 GMC fu presente sul mercato anche come costruttore di autobus dopo aver assorbito un'azienda di Chicago, la Yellow Coach.
Per molti anni la produzione della GMC è stata la stessa di quella della Chevrolet con quest'ultima che rappresentava i modelli di fascia più bassa e GMC che presentava in esclusiva soluzioni per l'uso in fuoristrada. Si otteneva ad esempio che la Chevrolet K5 Blazer era equivalente alla GMC Jimmy salvo alcune modifiche estetiche di minor conto. La stessa situazione si protrae anche oggi con ad esempio la Chevrolet Silverado commercializzata da GMC come GMC Sierra.

## Modelli GMC
- Pick-up
  - C e K Series (1973 - 1999)
  - Caballero (1978 - 1987)
  - Canyon (2004 - in produzione)
  - Sierra (1999 - in produzione)
  - Sonoma (1982 - 2003)
  - Sprint (1971-1977)
  - Syclone (1991)
- Furgoni
  - Handi-Van (1964-1970)
  - Handi-Bus (1964-1970)
  - Safari (1985 - 2005)
  - Savana (1996 - in produzione)
  - Vandura (1970 - 1996)
  - Rally
- SUV

- - Acadia (2007)
  - Envoy (2002 - 2009)
  - Jimmy (1969 - 2005)
  - Tracker (venduto solo in Canada)
  - Typhoon (1992 - 1993)

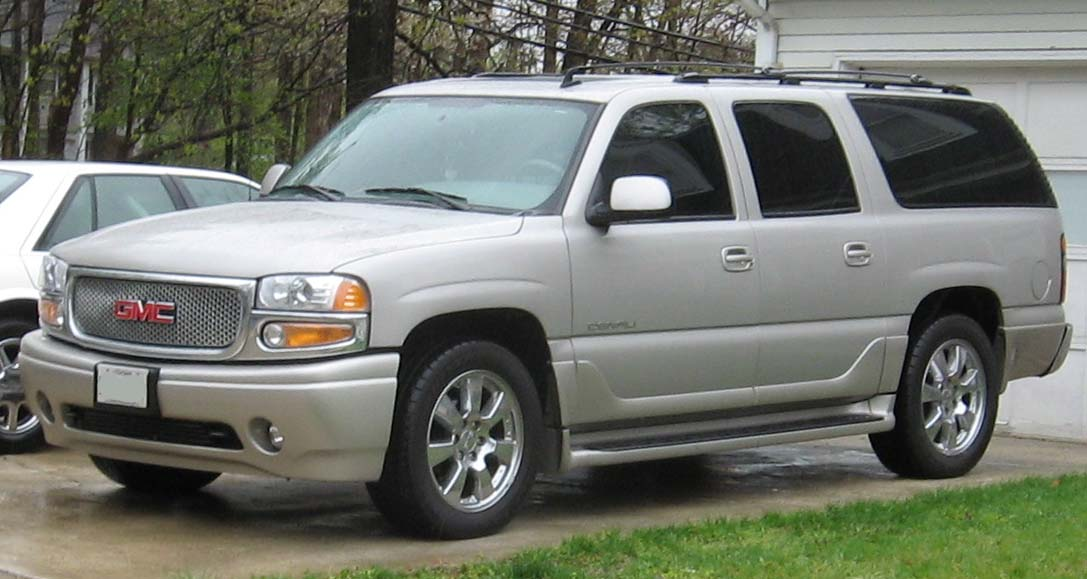
Un GMC Yukon

  - Suburban (1937 - 1999), rinominato Yukon XL (2000 - in produzione)
  - Yukon (1992 - in produzione)
- Autocarri (pesanti)
  - DLR/F/Crackerbox (1959 - 1968)
  - B-Series (Heavy-Duty Low Cab Forward Trucks of the 1960's)
  - HM 9500 (1965 - 1976)
  - JH 9500 (1971 - 1978)
  - Astro 95 (1968 - 1988)
  - General (1977 - 1988)
  - Brigadier (1978 - 1988)
- Autocarri (medi)
  - TopKick (1980 - 1996; 2003 - in produzione)
  - L-Series/Steel Tilt Cab
  - B-Series (Scuolabus)
  - T-series
  - W-series
  - Forward
  - P-Chassis
  - S-Series (Scuolabus)
- Autobus (transit)
  - "Old-look" buses (1940 - 1969)
  - New Look Coaches/Fishbowl (1959-1986)
  - RTS (1977- 1987)
  - Classic (1982-1987)
- Autobus (intercity)
  - PD-4104 (1953-59)
  - PD-4501 Scenicruiser (1954-56)
  - PD-4106 (1960-65)
  - "Buffalo" bus models (1966-1980)
    - PD4107 (1966-69)
    - PD4108 (1970-72)
    - PD4903 (1968-69)
    - PD4905 (1970-72)
    - P8M4108A (1972-1978)
    - P8M4905A (1972-1978)
    - H8H649 (1979-80)
- Camper
  - GMC motorhome (1973 - 1978)